# Just Reality
Just Reality es el segundo álbum del artista de dancehall y reggae, Shabba Ranks. Este álbum no fue tan popular como su primer álbum Rappin' With the Ladies, ya que Just Reality no recibió buenas críticas como su predecesor.

## Lista de canciones
| N.º | Título                  | Duración |  |
| 1.  | «Just Reality»          | 3:20     |  |
| 2.  | «Weh Yu Get It From»    | 3:19     |  |
| 3.  | «Gal Yuh Good»          | 3:34     |  |
| 4.  | «Back And Belly Rock»   | 3:38     |  |
| 5.  | «Roots And Culture»     | 4:00     |  |
| 6.  | «Wicked Inna Bed»       | 3:22     |  |
| 7.  | «Dem Bow»               | 3:36     |  |
| 8.  | «The Rammer»            | 3:41     |  |
| 9.  | «Crab-Louse A Go Round» | 3:21     |  |
| 10. | «Mandela Free»          | 3:26     |  |
| 11. | «Are You Sure»          | 3:08     |  |
| 12. | «Pay Down Pon It»       | 3:18     |  |